# يوليوس كريستوف أوقست زك
يوليوس كريستوف أوقست زك (بالإنجليزية: Julius August Christoph Zech)‏ (و. 1821 – 1864 م) هو رياضياتي، وعالم فلك، وأستاذ جامعي ولد في شتوتغارت.
توفي في شتوتغارت، عن عمر يناهز 43 عاماً.